# Crispen

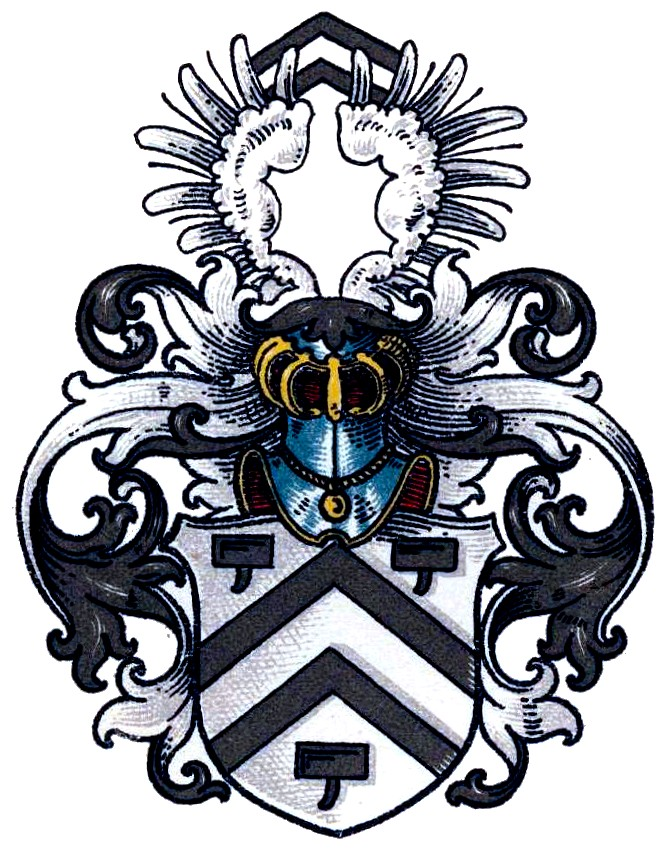
Wappen derer von Crispen im Wappenbuch des Westfälischen Adels

Crispen (auch: Crispe, Krispen o. ä.; lateinisch Crispus) ist der Names eines westfälischen Adelsgeschlechts.

## Geschichte
Das Geschlecht gehörte zu den Erbsälzern, dem Patriziat der Stadt Werl. Johannes Crispus war 1162–1184 Kanoniker zu Soest, Henrich und Johann Crispe 1382 Erbsälzer zu Werl, wie auch Henrich Cryspen 1406 und Herman Krispen 1652.
Am 15. April 1708 wurde für das Geschlecht zusammen mit den anderen Erbsälzerfamilien von Kaiser Joseph I. der erbliche Reichsadelsstand anerkannt.
Die Familie erlosch mit dem Tod von Margaretha Catharina Florentine von Crispen im Jahr 1761.

## Namensträger
- Henrich Krispen († 1560), Bürgermeister von Werl und Mitglied der Kalandsbruderschaft[4]

## Wappen
Blasonierung: In Silber zwei schwarze Sparren übereinander, begleitet von drei (2:1) schwarzen Salzpfannen. Auf dem Helm ein silberner, offener Flug, zwischen dem sich die zwei Sparren wiederholen. Die Helmdecken sind schwarz-silbern.
Abweichend stellt Anton Fahne dar, dass die Flügel auf dem Helm jeweils mit einer schwarzen Salzpfanne beladen sind und zwischen den Flügeln ein schwarzer Sparren und darunter eine schwarze Salzpfanne dargestellt ist.
Die Wappenbeschreibungen bei Anton Fahne und Max von Spießen sind jedoch nicht vollständig korrekt. Der untere Sparren im Schild war in Wirklichkeit ein „Χ“, d. h. ein Chi, das Fahne als zweiten Sparren missinterpretierte, was von Spießen übernommen wurde. Entsprechende Χ-/Chi-Darstellungen im Wappen derer von Crispin finden sich auf dem Originaltitelblatt des Sälzerbuchs von 1581, auf dem Erbsälzeraltar von 1594 und einem Stadtbild von vor 1738. Mit dem Χ/Chi wird das Crispen-Wappen zu einem Redenden Wappen, da Chi der erste Buchstabe des griechischen Namens von Jesus Christus (Χριστός) ist und damit für den sehr ähnlichen lateinischen Namen des Geschlechts steht (Christus vs. crispus).

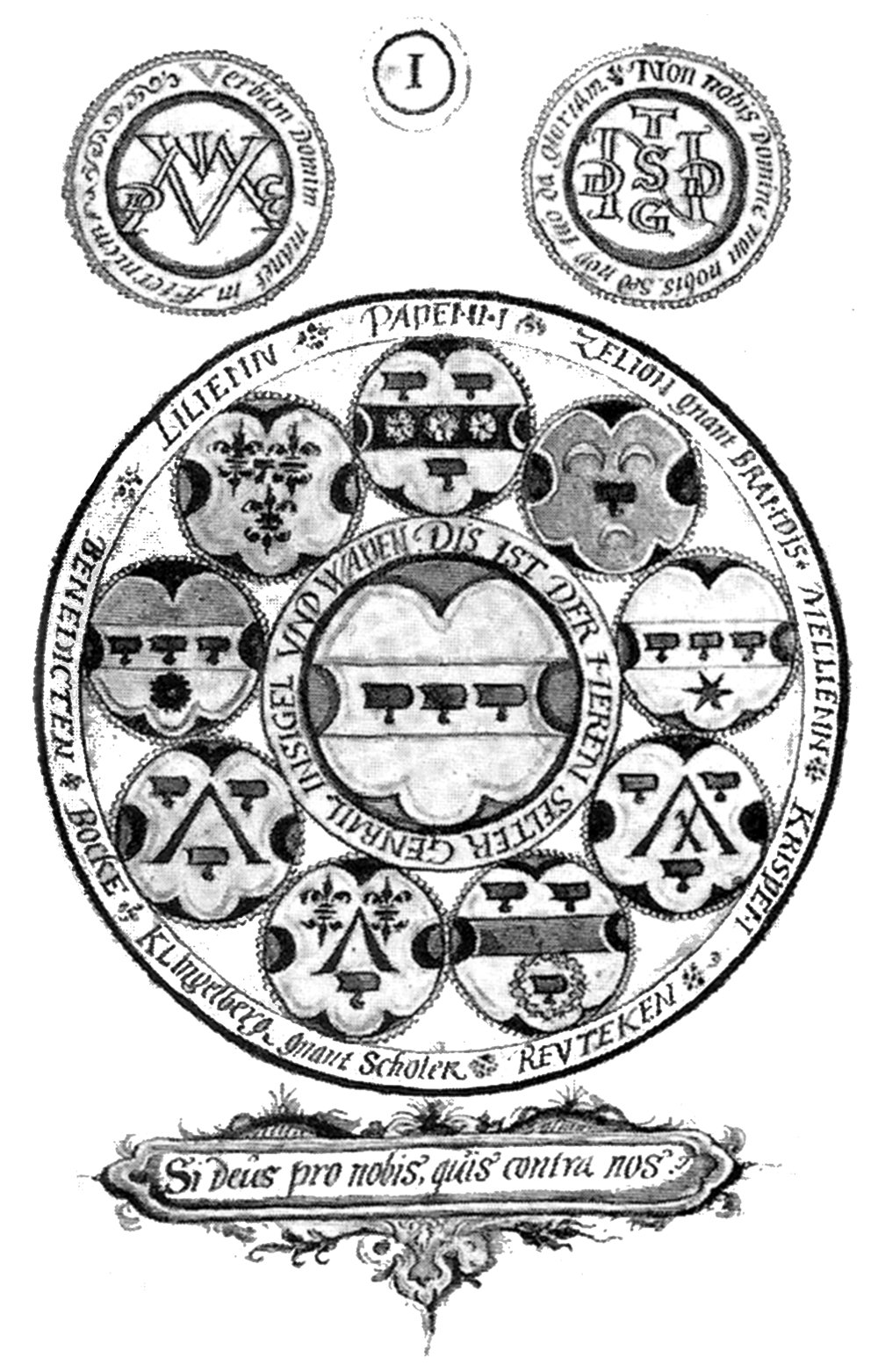
Titelblatt des Sälzerbuches von 1581. Das Wappen derer von Crispen im Kreis unten rechts
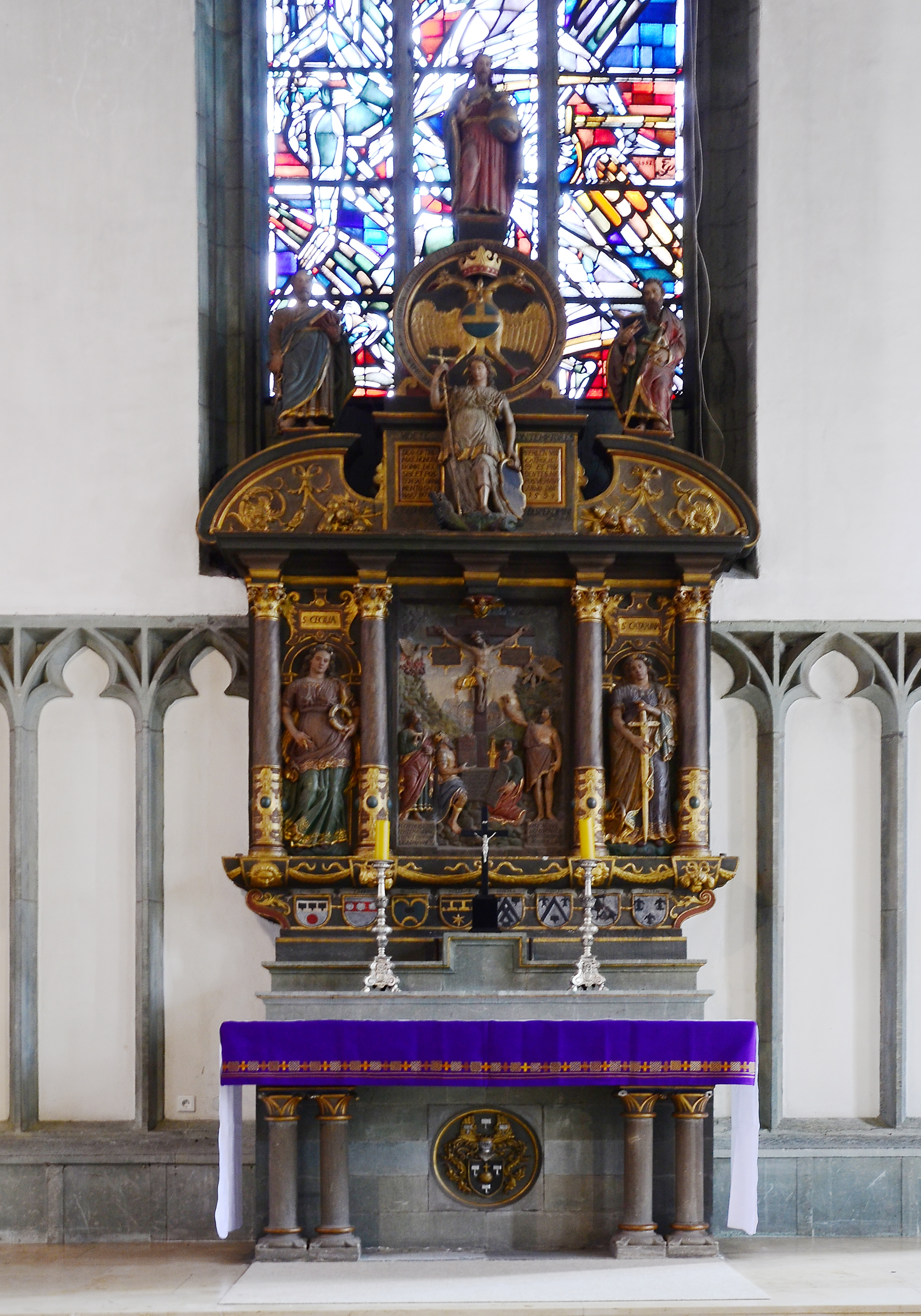
Erbsälzeraltar mit den Wappen der Erbsälzerfamilien inkl. Crispen (Nr. 5 von Links)
Stadtbild von Werl mit Erbsälzerwappen (vor 1738)
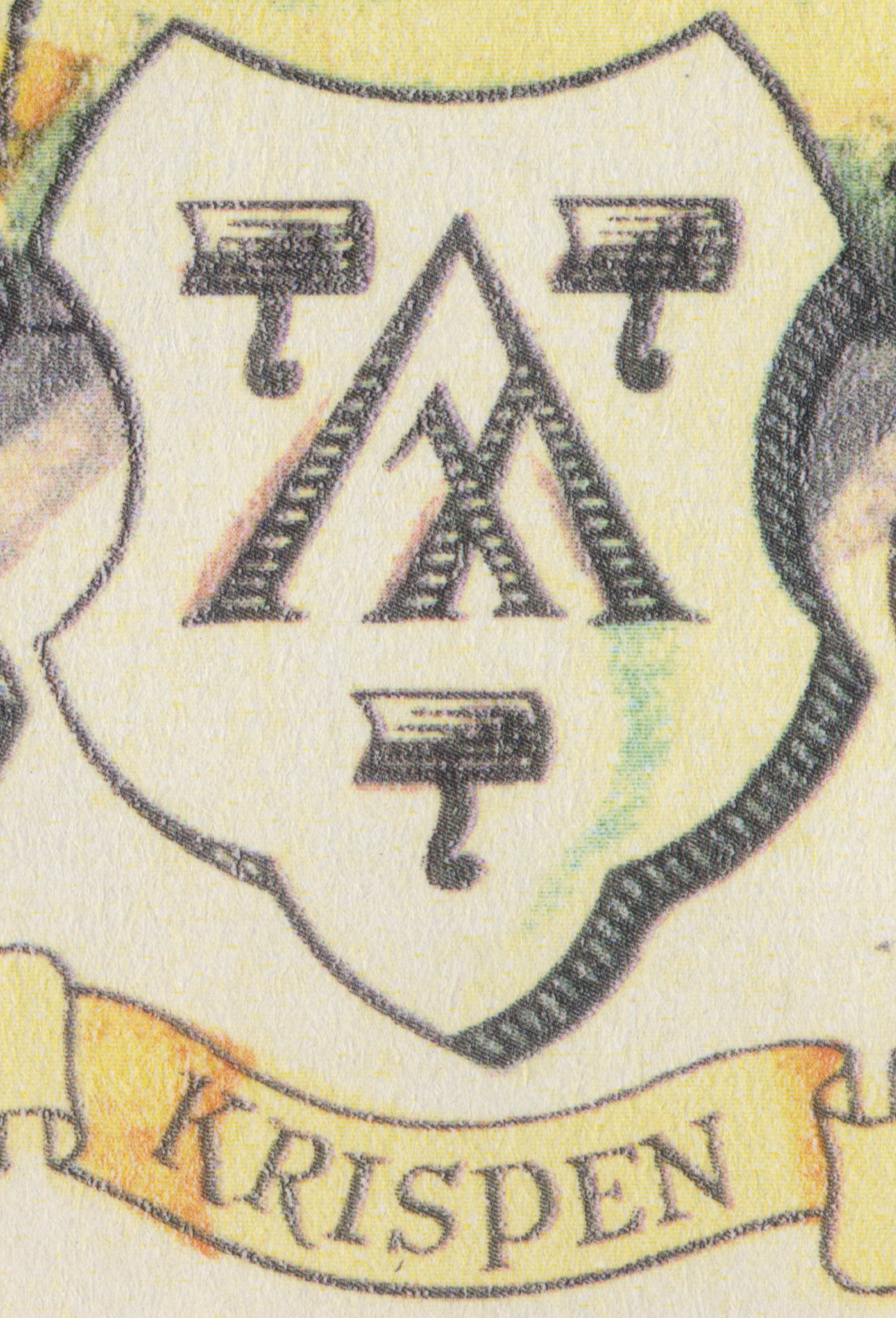
Wappen derer von Crispen auf dem Stadtbild

Ferner ist eine Wappenübereinstimmung mit dem Dortmunder Patriziergeschlecht derer von Crispin erkennbar. Zwar beschreibt Fahne das Wappen derer von Crispin wie folgt: Ein „Sparren, dessen linker Schenkel inwärts von einem Kreuze beseitet ist.“ So habe 1292 ein Johann Crispin gesiegelt, der mit Herrn Kilian die Kapelle zum Hl. Johann Bapt. auf der Dortmunder Westpforte errichten ließ und sie fundierte. Auch der Dortmunder Senator Johann de Crispin habe 1320 so gesiegelt. Doch wird es sich auch hier um ein Χ/Chi handeln, das in den von Fahne beobachteten Siegeln sehr nahe an einem Schenkel des Sparrens lag, was zu Fahnes Fehlinterpretation führte. Die Werler Erbsälzer haben diesem Stammwappen („Sparren über Χ/Chi“) die drei (2:1) Salzpfannen hinzugefügt. Die Werler Crispen und die Dortmunder Crispin werden damit eines Stammes gewesen sein.

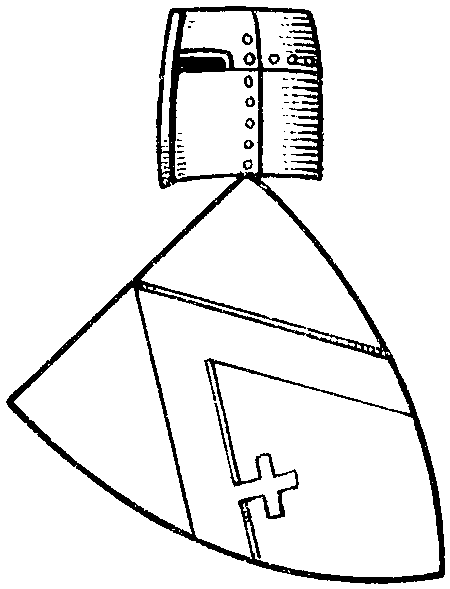
Wappen derer von Crispin, Dortmunder Patriziergeschlecht, im Wappenbuch des Westfälischen Adels (Zeichnung basierend auf Fahnes Beschreibung)